# Mergellina (stacja metra)
Mergellina – stacja metra w Neapolu, na Linii 6 (błękitnej).
Znajduje się na terenie obszaru Mergellina. Połączona jest z jedną z głównych stacji kolejowych Neapolu Napoli Mergellina, pod którą się znajduje.
Stacja została otwarta 4 lutego 2007.